# Trifluorjodmethan
Trifluorjodmethan je organická sloučenina, halogenovaný derivát methanu. Je možnou náhradou bromtrifluormethanu jako hasiva či chladiva. Lze jej použít k hašení požárů v letadlech a při požárech elektronických zařízení.

## Použití a vlastnosti
Trifluorjodmethan se používá při α trifluormethylaci α,β-nenasycených ketonů.
Je možnou složkou nové generace hasiv, ve kterých nahrazuje bromtrifluormethan. Mechanismus účinku této látky spočívá hlavně v zamezení řetězové reakce v plamenu „negativní katalýzou“. Rovněž může sloužit jako náhrada fluoridu sírového v elektronickém průmyslu.

### Reakce
Na světle a nebo při teplotách nad 100 °C reaguje tfifluorjodmethan s vodou za vzniku nebezpečných produktů jako jsou fluorovodík (HF), jodovodík (HI) a karbonylfluorid (COF2).

## Vliv na životní prostředí
V molekule trifluorjodmethanu se nacházejí atomy uhlíku, fluoru a jodu. I když jod poškozuje ozonovou vrstvu několikasetkrát účinněji než chlor, tak se vazba C-I díky své nízké energii a vysoké elektronegativitě fluoru snadno rozpadá působením vody a trifluorjodmethan tak má oproti bromtrifluormethanu více než tisíckrát menší potenciál k ničení ozonové vrstvy (0,008 až 0,01). V atmosféře se rozpadne za méně než 1 měsíc, tedy za méně než setinu času oproti bromtrifluormethanu, což je dokonce méně než u chlorovodíku uvolňovaného ze sopek.
Vazby C-F absorbují infračervené záření. Potenciál globálního oteplování je však u této látky jen asi 0,4, tedy o 60 % nižší, než u oxidu uhličitého.